# 筐仔沙洲
筐仔沙洲位于南中国海西沙群岛永乐环礁南部，羚羊礁与广金岛之间，面积0.01平方公里，海拔2米。岛上堆满珊瑚碎屑。1983年中华人民共和国中国地名委员会公布的标准名称为“筐仔沙洲”。
某些文献将筐仔沙洲的位置描述为介于羚羊礁和广金岛之间，但较权威的文献和卫星图片显示，筐仔沙洲是羚羊礁礁盘的东南角上发育的一个小沙洲，是羚羊礁的一部分。
筐仔沙洲现由中华人民共和国政府实际控制，行政上划归海南省三沙市管辖。越南政府亦声称拥有其主权。